# Havir (jezero)
Havir (perz. هَوير) je jezero u Teheranskoj pokrajini na sjeveru Irana, oko 15 km istočno od grada Damavanda odnosno 65 km od Teherana. Smješten je na središnjem dijelu Alborza odnosno u dolini tzv. Moškog rasjeda koja se usporedno s planinskim lancem pruža u smjeru istok−zapad duljinom od oko 150 km. Dolina je omeđena planinama Doberar (4072 m) na sjeveru i Kuh-e Zarin (3810 m) na jugu. Reljef okolice geološki se datira u kenozoik i stratigrafski se sastoji od sedimenata tufa, siltita i pješčenjaka odnosno gornjih slojeva holocenskog aluvija u sinklinalama. Klizište s Kuh-e Zarina u dolini je stvorilo veliku prirodnu branu zbog čega su nastali Havir i Tar, susjedno jezero smješteno 1,0 km zapadno na 15 m većoj visini.
Oblik Havira je izdužen i prati sporednu okomitu dolinu podno Doberara, a prilikom visokog vodostaja najveća duljina mu je 600 m. Širina oscilira od 100 m na južnom do 180 m na središnjem i sjevernom dijelu. Površina mu iznosi 0,06 km², najveća dubina 14 m, a nadmorskom visinom od 2896 m predstavlja jedno od najviših jezera u Iranu. Litoralni pojas prema planinama izrazito je strm i nagib se kreće do 80%, dok je prema aluviju sjeverne sporedne doline relativno blag. Neposredno uz južnu obalu jezera prolazi lokalna cesta koja se na državnu cestu 79 nadovezuje kod Dali-Čaja na istoku odnosno Gilarda na zapadu. Najbliža naselja koja gravitiraju jezeru su ruralne zajednice Havir (7,0 km istočno) i Varin (8,0 km zapadno).
Havir se u najširem hidrološkom i hidrogeološkom smislu klasificira pod slijev Dašt-e Kavira s kojim ga povezuju rijeke Rud-e Havir, Dali-Čaj i Rud-e Heble. Uži slijev s Havirom u žarištu ima površinu od približno 6,0 km², a jezero predstavlja sami izvor Rud-e Havira koji glavnom dolinom otječe prema istoku i na koji se nadovezuje niz manjih potoka odvojenih od Havira sinklinalama Doberara. Vrhovi ove planine određuju sjevernu razvodnicu koja ga odvaja od kaspijskog slijeva odnosno porječja Rud-e Lasema (pritok Haraz-Ruda). Usprkos blizini odnosno sličnim geomorfološkim i limnološkim karakteristikama, susjedni Tar otječe rijekom u smjeru zapada i pripada različitom slijevu − Namaku. Havir je od slijeva ovog jezera odnosno rijeke također odvojen sinklinalama Doberara. Jezero se vodom opskrbljuje prvenstveno pomoću sjevernih planinskih pritoka koji nastaju proljetnim otapanjem ledenjaka, te nizom manjih izvora na svim stranama. Njegovom dolinom prevladava snježno-šumska klima (Dsa) s prosječnom godišnjom količinom padalina od približno 300 mm. Flora i fauna Havira istovjetne su Taru.

## Poveznice
- Zemljopis Irana
- Popis iranskih jezera